# Eastbourne Open 2025 - Doppio femminile
Il doppio femminile del torneo di tennis professionistico Eastbourne Open 2025, facente parte della categoria WTA 250 nell'ambito dell'WTA Tour 2025, si è giocato al Devonshire Park Lawn Tennis Club di Eastbourne, nel Regno Unito, dal 23 al 28 giugno 2025.
In finale Marie Bouzková e Anna Danilina hanno sconfitto Hsieh Su-wei e Maya Joint con il punteggio di 6-4, 7-5. É il sesto titolo in carriera per Bouzková e il decimo titolo in carriera per Danilina, il primo stagionale per entrambe e per la coppia. Inoltre, è il secondo titolo su erba per Bouzková e il primo dal Korea Open 2023, mentre è il primo su erba per Danilina, che conquista il primo titolo in stagione dopo quattro finali perse, fra cui tre consecutive e questa è la quarta finale consecutiva raggiunta con quattro compagne diverse. Questa è la prima finale persa su erba per Hsieh dopo averne vinte sette, mentre per Joint è la prima in carriera su questa superficie.
Ljudmyla Kičenok e Jeļena Ostapenko erano le detentrici del titolo ma Kičenok ha scelto di partecipare nel concomitante torneo di Bad Homburg. Ostapenko ha fatto coppia con Barbora Krejčiková, ma si sono ritirate prima del loro incontro nei quarti di finale.

## Teste di serie
1. Caroline Dolehide /  Desirae Krawczyk (primo turno)
2. Eri Hozumi /  Aldila Sutjiadi (quarti di finale)

1. Cristina Bucșa /  Miyu Katō (primo turno)
2. Barbora Krejčiková /  Jeļena Ostapenko (quarti di finale)

## Wildcard
1. Jodie Burrage /  Sonay Kartal (quarti di finale)

1. Heather Watson /  Mingge Xu (primo turno)

## Tabellone

### Legenda
| - Q = Qualificato - WC = Wild card - LL = Lucky loser | - ALT = Alternate - SE = Special Exempt - PR = Protected Ranking | - w/o = Walkover - r = Ritirato - d = Squalificato |

|  | Primo turno | Primo turno              | Primo turno              | Primo turno | Primo turno |  |  | Quarti di finale | Quarti di finale         | Quarti di finale         | Quarti di finale         | Quarti di finale  |   |     | Semifinali | Semifinali              | Semifinali              | Semifinali                   | Semifinali                   |   |   | Finale | Finale | Finale | Finale | Finale |  |
|  |             |                          |                          |             |             |  |  |                  |                          |                          |                          |                   |   |     |            |                         |                         |                              |                              |   |   |        |        |        |        |        |  |
|  | 1           | C Dolehide D Krawczyk    | C Dolehide D Krawczyk    | 5           | 5           |  |  |                  |                          |                          |                          |                   |   |     |            |                         |                         |                              |                              |   |   |        |        |        |        |        |  |
|  |             | G Olmos R Zarazúa        | G Olmos R Zarazúa        | 7           | 7           |  |  |                  | G Olmos R Zarazúa        | G Olmos R Zarazúa        | 7                        | 6                 |   |     |            |                         |                         |                              |                              |   |   |        |        |        |        |        |  |
|  | WC          | H Watson M Xu            | H Watson M Xu            | 68          | 3           |  |  |                  | M Kempen Q Tang          | M Kempen Q Tang          | 65                       | 4                 |   |     |            |                         |                         |                              |                              |   |   |        |        |        |        |        |  |
|  |             | M Kempen Q Tang          | M Kempen Q Tang          | 7           | 6           |  |  |                  |                          |                          |                          |                   |   |     |            | G Olmos R Zarazúa       | G Olmos R Zarazúa       | 5                            | 2                            |   |   |        |        |        |        |        |  |
|  | 4           | B Krejčiková J Ostapenko | B Krejčiková J Ostapenko | 6           | 6           |  |  |                  |                          |                          | S-w Hsieh M Joint        | S-w Hsieh M Joint | 7 | 6   |            |                         |                         |                              |                              |   |   |        |        |        |        |        |  |
|  |             | Q Gleason O Kalašnikova  | Q Gleason O Kalašnikova  | 4           | 3           |  |  | 4                | B Krejčiková J Ostapenko | B Krejčiková J Ostapenko | B Krejčiková J Ostapenko |                   |   |     |            |                         |                         |                              |                              |   |   |        |        |        |        |        |  |
|  |             | S Aoyama K Piter         | S Aoyama K Piter         | 3           | 3           |  |  |                  | S-w Hsieh M Joint        | S-w Hsieh M Joint        | S-w Hsieh M Joint        | w/o               |   |     |            |                         |                         |                              |                              |   |   |        |        |        |        |        |  |
|  |             | S-w Hsieh M Joint        | S-w Hsieh M Joint        | 6           | 6           |  |  |                  |                          |                          |                          |                   |   |     |            | Hsieh Su-wei Maya Joint | Hsieh Su-wei Maya Joint | 4                            | 5                            |   |   |        |        |        |        |        |  |
|  |             | H Baptiste P Stearns     | 3                        | 6           | [6]         |  |  |                  |                          |                          |                          |                   |   |     |            |                         |                         | Marie Bouzková Anna Danilina | Marie Bouzková Anna Danilina | 6 | 7 |        |        |        |        |        |  |
|  | WC          | J Burrage S Kartal       | 6                        | 3           | [10]        |  |  | WC               | J Burrage S Kartal       | J Burrage S Kartal       | 4                        | 61                |   |     |            |                         |                         |                              |                              |   |   |        |        |        |        |        |  |
|  |             | M Bouzková A Danilina    | M Bouzková A Danilina    | 7           | 7           |  |  |                  | M Bouzková A Danilina    | M Bouzková A Danilina    | 6                        | 7                 |   |     |            |                         |                         |                              |                              |   |   |        |        |        |        |        |  |
|  | 3           | C Bucșa M Katō           | C Bucșa M Katō           | 5           | 64          |  |  |                  |                          |                          |                          |                   |   |     |            | M Bouzková A Danilina   | 2                       | 7                            | [11]                         |   |   |        |        |        |        |        |  |
|  |             | A Moratelli S Santamaria | A Moratelli S Santamaria | 3           | 2           |  |  |                  |                          |                          | H Dart M Lumsden         | 6                 | 5 | [9] |            |                         |                         |                              |                              |   |   |        |        |        |        |        |  |
|  |             | H Dart M Lumsden         | H Dart M Lumsden         | 6           | 6           |  |  |                  | H Dart M Lumsden         | H Dart M Lumsden         | 6                        | 6                 |   |     |            |                         |                         |                              |                              |   |   |        |        |        |        |        |  |
|  |             | K Rachimova A Sisková    | 5                        | 6           | [8]         |  |  | 2                | E Hozumi A Sutjiadi      | E Hozumi A Sutjiadi      | 1                        | 4                 |   |     |            |                         |                         |                              |                              |   |   |        |        |        |        |        |  |
|  | 2           | E Hozumi A Sutjiadi      | 7                        | 3           | [10]        |  |  |                  |                          |                          |                          |                   |   |     |            |                         |                         |                              |                              |   |   |        |        |        |        |        |  |